# (35045) 1981 EB42
1981 EB42 (asteroide 35045) é um asteroide da cintura principal. Possui uma excentricidade de 0.10864870 e uma inclinação de 4.65435º.
Este asteroide foi descoberto no dia 2 de março de 1981 por Schelte J. Bus em Siding Spring.